# 因幡氏
因幡氏（いなばし）は因幡国の古代豪族で、古くから同国一帯に勢力を有していた稲葉国造一族の後裔に当る。初めは造を姓に名乗っていたが、宝亀年間に因幡国造姓が下賜され、平安時代に入ると因幡姓を名乗るようになった。

## 概要
『国造本紀』によれば成務天皇の御世に彦坐王の子・彦多都彦命が初めて稲葉国造に任じられたというが、伊福部氏系図では物部氏の一族ともされる。このほかにも、『播磨国風土記』には仁徳天皇の御世に因幡国造阿良佐賀比売（あらさかひめ）を執政大臣（まえつぎみ）の服部弥蘇連（はとりのみそのむらじ）が娶ったという記述があり、出雲や大和との深い繋がりが考えられている。また、後世に在庁官人を経て宇倍神社の神主となった伊福部氏はこの一族から分かれた支流であることが分っている。